# Simopteryx bicurvata
Simopteryx bicurvata là một loài bướm đêm trong họ Geometridae.